# Malurus elegans
El maluro elegante o  ratona australiana de alas rojas (Malurus elegans) es una especie de ave paseriforme de la familia Maluridae endémica del suroeste de Australia Occidental. Presenta un dimorfismo sexual muy marcado: los machos adoptan un plumaje nupcial de brillante colorido, con la frente, píleo, nuca y auriculares de un azul claro iridiscente y hombros rojos que contrastan con la garganta y espalda negras, las alas y cola pardo-grisáceas y las partes inferiores pálidas. Los machos en plumaje postnupcial, las hembras y los juveniles tienen un plumaje predominantemente pardo grisáceo, aunque los machos pueden tener algunas plumas azules o negras aisladas. No se reconocen subespecies separadas. Está próximamente emparentada con las similares ratona variada (M. lamberti) y ratona de pecho azul (M. pulcherrimus). Sin embargo, no se han registrado híbridos en las áreas donde se superponen sus áreas de distribución, lo que las convierte en especies completamente separadas. Aunque la ratona de alas rojas es localmente común, existen evidencias de que su número está en declive.
Tiene un pico estrecho y puntiagudo adaptado a sondear y atrapar insectos, ya que es principalmente insectívora. Es sedentaria, vive y se alimenta al abrigo de los matorrales en los bosques húmedos dominados por Eucalyptus marginata, permaneciendo cerca de la cubierta vegetal para evitar a los depredadores. Como otras ratonas australianas es una especie que vive en pequeños grupos, con cría cooperativa, que defienden pequeños territorios durante todo el año. Los grupos constan de una pareja monógama con varios ayudantes que colaboran en la cría de los pollos. Se ha registrado una mayor proporción de ayudantes hembras en esta especie que en las de las otras ratonas australianas. Utilizan llamadas y exhibiciones visuales tanto para comunicarse como en la parada nupcial. Además los machos arrancan pétalos amarillos y los exhiben frente a las hembras como parte de la parada nupcial. Usan los cantos para reclamar su territorio, y pueden distinguir a los demás individuos solo por su voz.

## Taxonomía
La ratona de alas rojas fue oficialmente descrita por el ornitólogo John Gould en 1837, que adoptó el término latino elegans (elegante) como nombre para la especie. Estableció su localización en la costa este, aunque lo rectificó al darse cuenta de su error por colecciones posteriores de John Gilbert del Suroeste de Australia. El ornitólogo aficionado Gregory Mathews describió en 1916 la subespecie warreni en los bosques de eucaliptos del sur basándose en el color más oscuro del plumaje de las hembras. Aunque como otros investigadores no han observado esta característica existe el consenso en no reconocer subespecies diferenciadas. De hecho hay muy poca variación de talla o color entre los individuos y poblaciones de esta especie.
Es una de las doce especies del género Malurus, localizado en Australia y las tierras bajas de Nueva Guinea. Dentro del género pertenece a un grupo de cuatro especies muy similares conocidas colectivamente como ratonas de hombros castaños. Las otras tres especies de este grupo son M. amabilis de Cabo York, M. lamberti extendida por la mayor parte del continente y M. pulcherrimus del Suroeste de Australia y la península de Eyre. Estudios moleculares muestran que la especie más próxima a la ratona de alas rojas es la ratona de pecho azul Malurus pulcherrimus.
Inicialmente las ratonas australianas se incluyeron en la familia de los papamoscas de Viejo Mundo (Muscicapidae) y luego en la de las currucas (Sylviidae) antes de ser emplazadas en su propia familia, Maluridae, en 1975. Posteriormente análisis de ADN han mostrado que la familia está relacionada con las familias Meliphagidae y Pardalotidae agrupándolas en una gran superfamilia Meliphagoidea.

### Historia evolutiva
El ornitólogo Richard Schodde en su estudio monográfico de 1982 propuso que el origen del grupo de las ratonas de hombros castaños estaría en el norte debido a la gran variedad de formas existente en el norte y su ausencia en el sureste del continente australiano. Los ancestros de estas aves se extendieron hacia el sur y colonizaron el suroeste durante un periodo más templado y húmedo hace dos millones de años, al final del Plioceno o el principio del Pleistoceno. Las condiciones más frías y secas que vinieron posteriormente provocaron una pérdida de hábitat y la fragmentación de las poblaciones. Las aves del suroeste darían lugar a las ratonas australianas de alas rojas mientras que las del noroeste originarían a las ratonas variadas (Malurus lamberti). Al volver las condiciones templadas y húmedas permitieron a los pájaros extenderse hacia el sur otra vez, mezclándose las poblaciones de nuevo en el centro suroriental de Australia, hacia la península de Eyre, donde originaron a la ratona de pecho azul (Malurus pulcherrimus). El clima más frío que siguió aisló a las poblaciones haciendo que evolucionaran a especies separadas. Finalmente al final de la última glaciación, hace 12.000–13.000 años, las formas del norte se extendieron de nuevo hacia el sur, haciendo que la distribución de las tres especies se solapen. Esta hipótesis está pendiente de ser confirmada por los estudios moleculares.

## Descripción

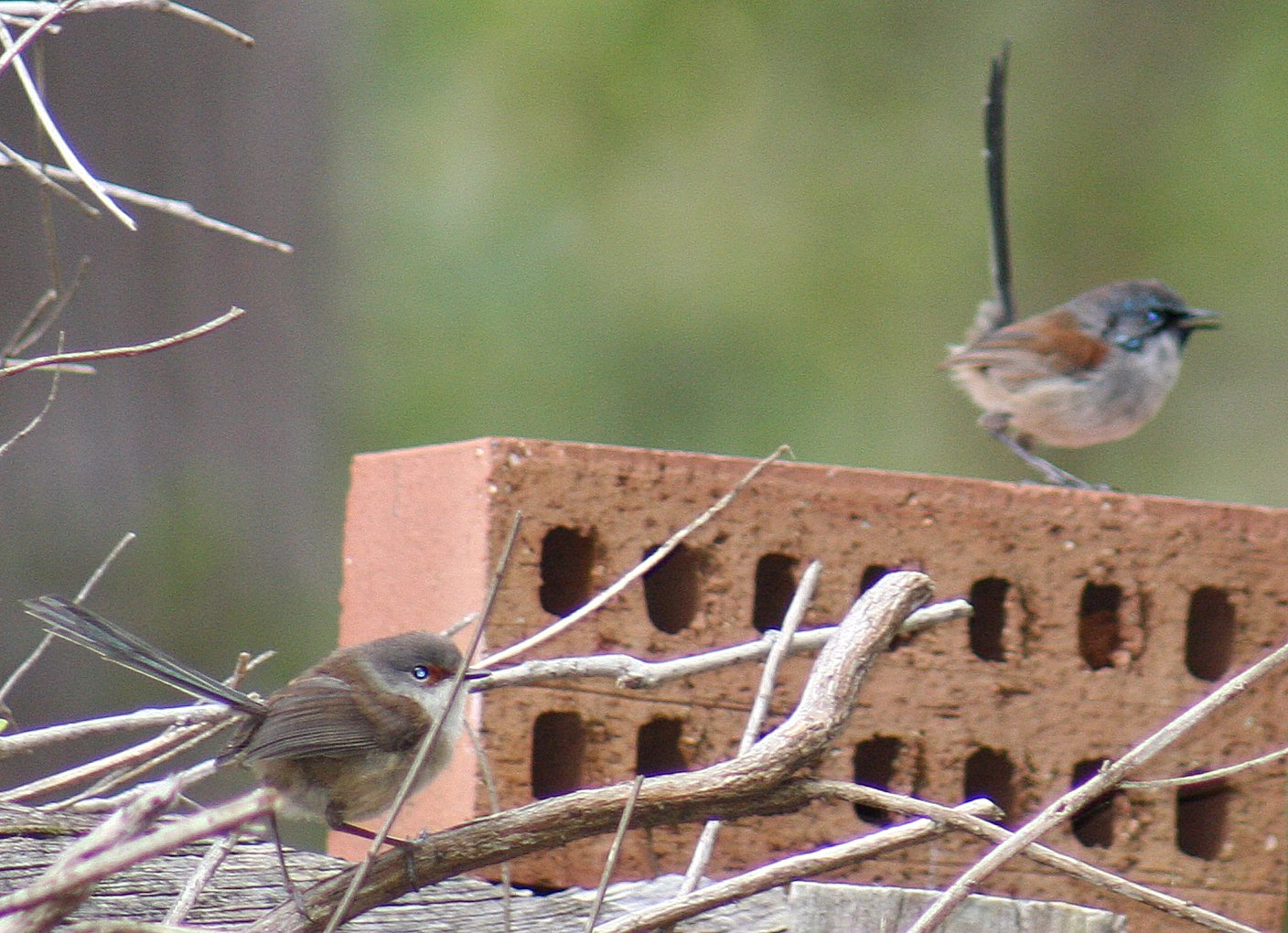
Hembra (izquierda) y macho en plumaje postnupcial (derecha).

Las ratonas de alas rojas miden unos 15 cm y pesan entre 8–11 g. La longitud media de la cola es de 7,5 cm, de las más largas del género. El pico es relativamente largo, de 10 mm de media en los machos y 9,3 mm en las hembras, estrecho, puntiagudo y más ancho en la base. Con una forma similar a la de otras aves que se alimentan sondeando y picando insectos.
Como otras ratonas australianas, presenta un marcado dimorfismo sexual, los machos adoptan un llamativo plumaje nupcial con plumas iridiscentes en la cabeza y la garganta con hombros rojos en contraste con el negro y el pardo-grisáceo del resto del cuerpo. El brillante azul de la corona, parte inferior de la espalda y cobertura auricular destacan sobre la negra garganta y nuca en las exhibiciones de la parada nupcial. La larga cola es pardo-grisácea y las partes inferiores son blanquecino-grisáceas. Los machos en plumaje postnupcial, las hembras y los juveniles son predominantemente de color pardo grisáceo, aunque los machos mantienen algunos vestigios de plumas azules y negras. Los machos tienen el pico negro al igual que la lista loral y el anillo ocular (zonas desnudas entre el pico y el ojo y alrededor de éste), mientras que las hembras tienen el pico negro pero la lista loral rojiza y el anillo ocular gris pálido. Los machos inmaduros desarrollan las zonas negras a las seis semanas y generalmente mudan obteniendo un plumaje nupcial incompleto tras el primer año, lo que les da una apariencia desigual o jaspeada con una mezcla de plumas grises y azules en la cabeza, y grises y negras en el pecho. Las aves nacidas al principio de la estación de cría tendrán más proporción de plumaje nupcial que las que nacieron al final de la estación. En su segunda estación de cría tendrán un plumaje nupcial más completo, aunque necesitarán un tercero para desarrollarlo totalmente. Se han observado varios machos con plumaje nupcial en el mismo grupo al mismo tiempo, aunque se desconoce si hay relación de dominancia entre ellos o cuales son sus distintos estatus reproductivos.
Ambos sexos mudan en otoño tras la estación de cría, entonces los machos desarrollan su plumaje postnupcial. Volverán a mudar al plumaje nupcial al final del invierno o la primavera. Las plumas del cuerpo son reemplazadas en ambas mudas mientras que las de las alas y cola se cambian solo en primavera, aunque pueden ser reemplazadas en cualquier época si resultan dañadas o arrancadas. El colorido azul de los machos, particularmente el de las coberturas auriculares, es muy iridiscente debido a las superficies planas y rizadas de las bárbulas de estas plumas. El plumaje azul también refleja la luz ultravioleta, más incluso que en el resto de las ratonas, ya que su visión se extiende parcialmente a esta parte del espectro.

### Cantos y reclamos
La comunicación vocal entre las ratonas de alas rojas se usa principalmente entre individuos del grupo social y para señalar y defender su territorio. Son capaces de distinguir a los individuos por su canto, lo que es importante para diferenciar a los miembros del grupo de los extraños. El canto básico, o tipo I, es un sonido agudo que dura entre uno y cuatro segundos que consta de diez a veinte elementos cortos por segundo, cantado tanto por los machos como por las hembras, particularmente usado cuando hay una disputa en los límites del territorio. Los cantos se producen con más frecuencia antes o justo después del amanecer. Las aves se mantienen en contacto mientras buscan alimento con un suave y repetido «see-see-see» que va bajando en tono, mientras que un fuerte y agudo «tsit» sirve como voz de alarma.

### Longevidad
La supervivencia de las ratonas de una estación a otra es bastante alta para aves tan pequeñas, y la ratona de alas rojas es la que tiene la tasa de supervivencia más alta de todas, el 78% de los machos reproductivos y el 77% de las hembras sobreviven a la siguiente estación de cría. No es infrecuente para las ratonas de alas rojas llegar a los diez años de edad, y el individuo más viejo conocido hasta la fecha alcanzó los dieciséis años de edad.

## Distribución y hábitat

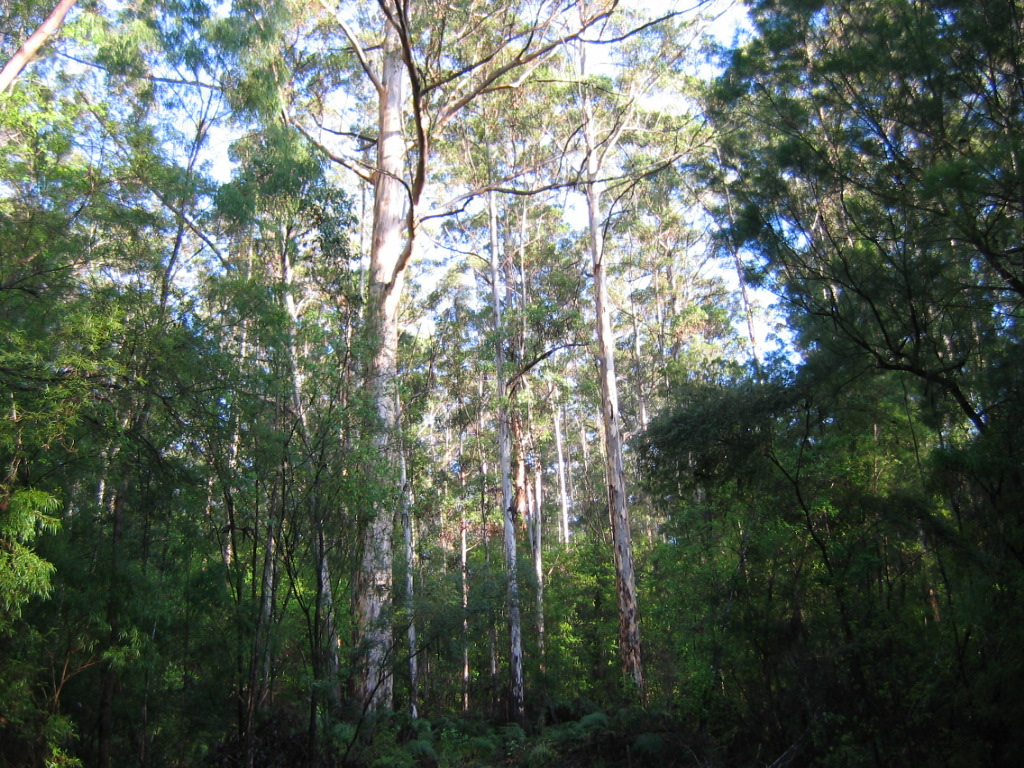
Bosque de Eucalyptus diversicolor su hábitat preferido.

La ratonas de alas rojas viven en el extremo húmedo del Suroeste de Australia, desde el río Moore al norte de Perth hasta la región de Margaret River en el sur y hacia el este hasta Albany. Es común en parte de su área de distribución, aunque hay evidencias de que está declinando su número debido a la desecación de las zonas pantanosas. Vive en el sotobosque bajo los eucaliptos, Eucalyptus diversicolor y Eucalyptus marginata. Los bosques antiguos parecen ser hábitats menos favorables y estas aves se sienten más atraídos por las zonas alteradas por la tala. Los incendios producen la desaparición de la población, que retorna tras un periodo de dos años. Las plantaciones mixtas de pinos (Pinus spp.) y eucaliptos generalmente son poco apropiadas ya que carecen del sotobosque necesario.
Dentro de los hábitats forestales las ratonas de alas rojas prefieren las zonas más húmedas como los barrancos y riveras con Lepidosperma effusum. En los límites de su área de distribución al norte convive con la ratona variada y en su límite este con la ratona de pecho azul, ocupando estas dos últimas especies las zonas más secas quedando la ratona de alas rojas restringida a los bosques más húmedos. La ausencia de formas intermedias en estas zonas refuerza el estatus de especie separadas de todas ellas.

## Comportamiento
Su forma de locomoción habitual en el suelo es saltando impulsándose y aterrizando con ambas patas simultáneamente, aunque estas aves pueden correr como se observa cuando realizan exhibiciones de distracción frente a depredadores. Se equilibran ayudados de su cola proporcionalmente larga, que mantienen generalmente alzada y rara vez quieta. Sus alas cortas y redondeadas les proporcionan un buen impulso inicial y le son útiles para vuelos cortos, aunque no sirven para viajes largos.
Las ratonas de alas rojas presentan cría cooperativa, las parejas o pequeños grupos familiares son territoriales y defienden sus dominios de otros grupos durante todo el año. Sus territorios tienen una media de entre 0,4–2,4 hectáreas en su hábitat óptimo del bosque de eucaliptos, aunque suelen ser más pequeños y restringidos en los menos favorables matorrales de rivera. El área que abarcan es el suficiente para mantener al grupo en los años pobres o para acomodar a los nuevos miembros tras la época de cría. Los grupos varían desde dos hasta nueve miembros, con una media de cuatro individuos, los más numerosos en todas las ratonas australianas estudiados hasta la fecha. Probablemente esto es debido a la alta tasa de supervivencia anual que limita el territorio disponible. Aunque las tasas de reproducción son bajas, las aves jóvenes disponen de pocos territorios vacantes en los que dispersarse. Socialmente se unen en parejas monógamas, y su emparejamiento dura generalmente hasta la muerte de uno de los miembros. En este caso el superviviente elige un nuevo compañero generalmente entre los ayudantes del grupo. Aunque no estudiado directamente en esta especie, parece ser que las ratonas de alas rojas como el resto de las ratonas son sexualmente promiscuas, y ambos miembros de la pareja se aparean con otros individuos. Los ayudantes femeninos son más frecuentes en esta especie que en las demás ratonas estudiadas en profundidad, como la ratona soberbia (M. cyaneus). Más de la mitad de los grupos tienen dos o más ayudantes, a menudo hembras, que alimentan a los pollos y disminuyen la carga de trabajo de la hembra reproductora. Se ha constatado que los ayudantes incrementan el éxito reproductivo de la pareja en esta especie aumentando la media de pollos supervivientes de 1,3 a 2. Hay algunas evidencias de que los grupos con ayudantes masculinos pueden aumentar sus límites territoriales tomando nuevas zonas con su ayuda.
Entre los principales predadores de nidos se incluyen las urracas australianas (Gymnorhina tibicen), los pájaros matarife (Cracticus spp.), los cucaburras rientes (Dacelo novaeguineae), los currawongs (Strepera spp.), los cuervos (Corvus spp.) y los charlatanes verdugo (Colluricincla spp.), además de mamíferos introducidos como los zorros (Vulpes vulpes), los gatos y las ratas negras (Rattus rattus). Como las demás ratonas australianas, las ratonas de alas rojas usan una exhibición conocida como carrera del roedor para distraer a los depredadores y alejarlos del nido. Cuando la realizan bajan la cabeza y la cola, despliegan las alas erizando las plumas y empiezan a correr rápidamente cambiando de dirección continuamente y dando voces de alarma. A este comportamiento deben su denominación de ratonas.
Se ha observado en esta especie exhibiciones de aleteo en varias situaciones: de las hembras respondiendo, presumiblemente aceptando el cortejo del macho, de los juveniles pidiendo comida, de los ayudantes hacia los adultos y de los machos inmaduros hacia los reproductores. La llevan a cabo bajando la cabeza y la cola, extendiendo y agitando las alas manteniendo el pico abierto en silencio.

### Alimentación
Como las demás ratonas, la de alas rojas se alimenta activa e incansablemente, buscando alimento entre los helechos (Pteridium esculentum) y los matorrales, además de entre la hojarasca del suelo cerca de los lugares resguardados. Ocasionalmente asciende a los árboles por encima de los 5 m por encima del suelo y el sotobosque, principalmente al final del verano y otoño cuando la corteza desconchada de los eucaliptos ofrece una rica fuente de artrópodos. Aunque las aves allí están expuestas a los potenciales predadores y permanecen poco tiempo. Se alimentan de una gran variedad de pequeñas criaturas, principalmente insectos, comen todo el año hormigas y escarabajos, y añaden a su dieta arañas, chinches y orugas en la estación de cría. Durante la primavera y el verano los pájaros están activos a intervalos durante el día, y comparten el tiempo de alimentación con cantos. Los insectos son numerosos y fáciles de atrapar lo que les permite descansar entre incursiones. A menudo el grupo se refugia y descansan juntos durante las horas del día de más calor. En cambio en invierno encontrar comida es más difícil y tienen que pasar el día buscándolo continuamente. Las hormigas son una importante fuente de alimento durante este periodo, constituyendo la base principal de su dieta.

### Cortejo y cría
Durante el cortejo los machos de las ratonas de alas rojas, como otras especies de su género, arrancan pétalos de flores para exhibirlos frente a las hembras como parte del ritual de cortejo. En esta especie los pétalos utilizados son amarillos, y rara vez, blancos. Los pétalos se exhiben y presentan frente a las hembras tanto en el territorio propio del macho como en los demás. La exhibición conocida como abanico facial se observa usado tanto en comportamientos agresivos como en paradas nupciales; y consiste en erizar y agitar las plumas auriculares. Las plumas de las partes superiores, de azul claro, se usan de forma más prominente durante las exhibiciones que en las demás especies de ratonas.
El periodo de cría es más corto que en las demás ratonas australianas, y va desde octubre (raramente septiembre) hasta diciembre. Los nidos son construidos únicamente por las hembras, generalmente situado entre la densa vegetación a unos 20 cm por encima del suelo. Es una estructura redonda y abovedada tejida con hierbas sin apretar y telarañas, con la entrada en un lado. El interior suele estar revestido con hierbas más finas y fibras obtenidas de Clematis pubescens y Banksia grandis. Tienen una puesta y rara vez dos en cada estación, la segunda unos 51 días tras la primera. Generalmente una puesta costa de dos o tres huevos de color crema blanquecino mate con motas rojizas, que miden unos 12 x 16 mm. Las hembras incuban los huevos solas durante aproximadamente una hora seguida cada vez, tras lo cual el macho la llama y se van a comer rápidamente durante 15–30 minutos antes de volver. Su larga cola a menudo está doblada por el estrecho espacio del nido y suele usarse como indicador de anidamiento. La incubación dura unos 14 o 15 días, un día menos en la segunda puesta, y se estima que el 94% de los huevos eclosionan con éxito. Los pollos recién nacidos son altriciales, desnudos, de color rojizo y ciegos. Con un día su piel se oscurece a gris azulado por la afloración de los cañones de sus plumas bajo su piel. Los cañones de las plumas primarias emergen al tercer día y se empiezan a abrir los ojos al quinto, para estar totalmente abiertos al día siguiente. Todos los miembros del grupo alimentan a los pollos y eliminan sus sacos fecales durante 11–12 días, tiempo en el que empluman. Con este tiempo aunque están totalmente cubiertos de plumas, sus colas y alas no han crecido del todo y vuelan mal. Sus alas tardan diez días más en desarrollarse totalmente, tiempo durante el cual los pollos permanecen generalmente bien escondidos bajo la cubierta vegetal cerca del nido. Los padres y los ayudantes les alimentarán durante un mes más tras abandonar el nido. Las aves alcanzan la madurez sexual al año de edad, pero las hembras no suelen criar hasta su tercer año ya que los territorios son escasos. Los nidos de las ratonas de alas rojas pocas veces sufren el acoso de los parásitos de puesta, aunque se han registrado casos llevados a cabo por el cuco de Horsfield (Chrysococcyx basalis) y del cuco cola de abanico (Cacomantis flabelliformis).